# Oberliga Schleswig-Holstein
De Oberliga Schleswig-Holstein genaamd is een van de hoogste amateurklassen in het Duitse voetbal. Sinds 2008, na het opheffen van de Oberliga Nord vormt deze Liga (samen met nog 13 andere Oberliga's) een van de klassen op het vijfde niveau. In deze klasse spelen teams uit de deelstaat Sleeswijk-Holstein. De kampioen van de klasse speelt een play-off met de kampioenen van de Bremen-Liga en de Oberliga Hamburg om één plaats in de Regionalliga Nord.
In 2017 werd de competitie hervormd. In plaats van 18 speelden er in 2017/18 nog maar 16 teams in de competitie, waardoor er zes teams degradeerden. Onder de Oberliga werd de Landesliga heringevoerd als competitie met twee reeksen. De Verbandsliga, die uit vier reeksen bestond wordt daardoor één niveau lager en is nog maar de zevende hoogste klasse van Duitsland en de derde hoogste van de deelstaat.

## Naamswijzigingen
- 1947-53: Landesliga Schleswig-Holstein
- 1953-68: 1.Amateurliga Schleswig-Holstein
- 1968-78: Landesliga Schleswig-Holstein
- 1978–2008: Verbandsliga Schleswig-Holstein
- 2008–2017: Schleswig-Holstein-Liga
- 2017-????: Oberliga Schleswig-Holstein

## Kampioenen
- 2010/11: VfR Neumünster
- 2011/12: VfR Neumünster
- 2012/13: SV Eichede
- 2013/14: VfB Lübeck
- 2014/15: TSV Schilksee
- 2015/16: SV Eichede
- 2016/17: Eutin 08
- 2017/18: NTSV Strand 08
- 2018/19: NTSV Strand 08
- 2019/20: SV Todesfelde
- 2020/21: Seizoen per 2-11-2020 afgebroken vanwege coronapandemie
- 2021/22: SV Todesfelde
- 2022/23: FC Kilia Kiel
- 2023/24: SV Todesfelde
- 2024/25: FC Kilia Kiel

Eckernförder SV ·
SV Eichede ·
Eutin 08 ·
TSB Flensburg ·
Heider SV ·
MTSV Hohenwestedt ·
FC Kilia Kiel ·
FC Dornbreite Lübeck ·
VfB Lübeck II ·
Eidertal Molfsee ·
PSV Union Neumünster ·
VfR Neumünster ·
TSV Nordmark Satrup ·
Oldenburger SV ·
SV Preußen Reinfeld ·
TuS Rotenhof